# Ramel i rutan
Ramel i rutan är en tv-film från 1965 av och med Povel Ramel regisserad av Tage Danielsson. Förutom Ramel medverkade bland andra Monica Zetterlund, Sune Mangs, Gunwer Bergkvist, Gals and Pals och Mikael Ramel.

## Medverkande
- Povel Ramel

- Monica Zetterlund

- Sune Mangs

- Gunwer Bergkvist

- Leif Asp

- Gals and Pals

- Mikael Ramel med The Mufflers.

## Om programmet
Programmet visades för första gången den 20 november 1965 och inleddes med att Povel sjöng sin, enligt eget tyckande sämsta visa, Silvermånen över Kattegatt. Därefter intervjuade Povel sig själv i en trickinspelning följt av en rapsodi över Povels 20-, 30- och 40-tal som utmynnande i numret Alla har vi varit små.
Mikael Ramel gjorde TV-debut med sin rockgrupp vid den tiden, The Mufflers, och sjöng tillsammans med fader Povel deras gemensamma En ren familjeprodukt med musik av Mikael och text av Povel. Numret Sena timmar från revyn Alla 4/Semestersångarna sjöngs av Monica Zetterlund och Povel visade prov på sin konstnärsådra i Den lille tecknaren från revyn Ta av dig skorna, 1965. Avslutningsvis sjöng Povel, Monica och Gunwer en av Povels mest seriösa alster, Följ mej bortåt vägen från 1954.